# إمام الثالثة (جفال)
إمام الثالثة (بالفارسية: امام سه) هي منطقة سكنية تقع في إيران في قسم جفال الريفي. يقدر عدد سكانها بـ 1,404 نسمة .